# Unai Iribar
Unai Iribar Jauregi (Ibarra, 12 juni 1999) is een Spaans wielrenner die anno 2024 rijdt voor Equipo Kern Pharma.

## Carrière
Tussen 2017 en 2021 behaalde Iribar meerdere overwinningen en ereplaatsen in het Spaanse amateurcircuit. Daarnaast werd hij in juni 2021, achter Iván Cobo en Marcel Camprubí, derde op het nationale kampioenschap op de weg voor beloften. Het laatste deel van dat jaar liep hij stage bij Euskaltel-Euskadi. Namens die ploeg reed hij onder meer Milaan-Turijn en Parijs-Tours.
In 2022 werd Iribar prof bij de ploeg waar hij in 2021 al stage had gelopen. In april van dat jaar nam hij deel aan de Ronde van de Alpen, waar hij twee bergsprints wist te winnen. Later dat jaar maakte hij zijn debuut in de WorldTour: in de Clásica San Sebastián haalde hij de finish echter niet.

## Resultaten in voornaamste wedstrijden
| Jaar | Ronde van Italië | Ronde van Frankrijk | Ronde van Spanje |
| ---- | ---------------- | ------------------- | ---------------- |
| 2022 |                  |                     |                  |
| 2023 |                  |                     |                  |
| 2024 |                  |                     | 83e              |
| 2025 |                  |                     |                  |

| Jaar | Clásica San Sebastián |
| ---- | --------------------- |
| 2022 | opgave                |
| 2023 |                       |
| 2024 | 41e                   |
| 2025 | 31e                   |

## Ploegen
- 2021 –  Euskaltel-Euskadi (stagiair vanaf 31 juli)
- 2022 –  Euskaltel-Euskadi
- 2023 –  Euskaltel-Euskadi
- 2024 –  Equipo Kern Pharma
- 2025 –  Equipo Kern Pharma

Angulo · Aristi · Azparren · Azurmendi · Ballarin · Bizkarra · Bou · Canal · Cuadrado · Etxeberria · Goikoetxea · Iribar · Irizar · Isasa · Iturria · Juaristi · Lobato · Martín · Maté ·  Soto · Lasa (stagiair) · Mintegui (stagiair)
E. Azparren · X. Azparren · Azurmendi · Ballarin · Berasategi · Bizkarra · Bou · Canal · Cuadrado · Etxeberria · Goikoetxea · Iribar · Isasa · Iturria · Juaristi · Lobato · López de Abetxuko · Martín · Maté ·  Soto
Agirre · H. Aznar · U. Aznar · Berrade · Brustenga · Castrillo · Cobo · Elosegui · Fernández · Galván · García Pierna · Gutiérrez · Iribar · Jaime · López · Marquez · Miquel · Parra · Retegi · Ruiz · Sánchez · Soto · Uriarte · van der Tuuk · Azanza (stagiair) · Carrascosa (stagiair) · Etxeberria (stagiair)